# Palmulacypraea katsuae
Palmulacypraea katsuae is een slakkensoort uit de familie van de Cypraeidae. De wetenschappelijke naam van de soort is voor het eerst geldig gepubliceerd in 1960 door Kuroda.